# جرجينا برانزوفا
جرجينا برانزوفا (بالإنجليزية: Gergana Branzova)‏ (و. 1976  م) هي لاعبة كرة سلة تركية، ولدت في بورغاس، مركز لعبها هو لاعبة هجوم قوية الجسم.

## روابط خارجية
- جرجينا برانزوفا على موقع الاتحاد الدولي لكرة السلة (الإنجليزية)
- جرجينا برانزوفا على موقع الاتحاد الوطني لكرة السلة النسائية (الإنجليزية)
- جرجينا برانزوفا على موقع كرة السلة الأوروبية.كوم (الإنجليزية)
- جرجينا برانزوفا على موقع كلية كرة السلة في سبورتس رفرنس.كوم (الإنجليزية)
- جرجينا برانزوفا على موقع بروبوليرز (الإنجليزية)
- جرجينا برانزوفا على موقع سبورتس رفرنس (الإنجليزية)